# Dwór w Rzeszówku
Dwór w Rzeszówku (niem. Schloss Reichennaldan) – zabytkowy obiekt wybudowany w miejscowości Rzeszówek.
Parterowy dwór zbudowany w XVII w. na rzucie prostokąta, kryty dachem czteropadowym z dwoma rzędami lukarn, na kalenicy z małą sygnaturką. Od frontu szeroki, piętrowy szczyt zwieńczony małym frontonem, będący najstarszą częścią obiektu, w której znajdują się pomieszczenia ze sklepieniami krzyżowymi i kolebkowymi. Dwór jest częścią zespołu, w skład którego wchodzą: oficyna, spichlerz, kuźnia, stodoła, wozownia (ruina), ogród i park krajobrazowy z XVIII w. zmieniony w XIX.